# The Plastic Pals
The Plastic Pals är ett rockband från Stockholm. Bandets musik har rötter i amerikansk rock. De framträder regelbundet i Sverige och Europa. De har givit ut tre album. Den senaste, Turn the Tide (2013), spelades in i Studio The White Lodge i Ludwigsburg i Tyskland, och producerades av Chris Cacavas.
Bandets gitarrist, sångare och låtskrivare, Håkan Soold, har varit med i band som Guds Barn, Dom Dummaste, Global Infantilists och Piglet. Han och The Plastic Pals medverkar också som kompband på Lars Clevemans album Voice in My Head.

## Medlemmar
- Bengt Alm (bas, bakgrundssång)
- Anders Sahlin (gitarr, bakgrundssång)
- Håkan Soold (sång, gitarr)
- Olov Öqvist (trummor)

## Diskografi
- 2006 – The Band That's Fun to Be With
- 2008 – Good Karma Café
- 2013 – Turn the Tide